# Camponotus evae
Camponotus evae är en myrart som beskrevs av Auguste-Henri Forel 1910. Camponotus evae ingår i släktet hästmyror, och familjen myror.

## Underarter
Arten delas in i följande underarter:
- C. e. evae
- C. e. zeuxis

## Bildgalleri

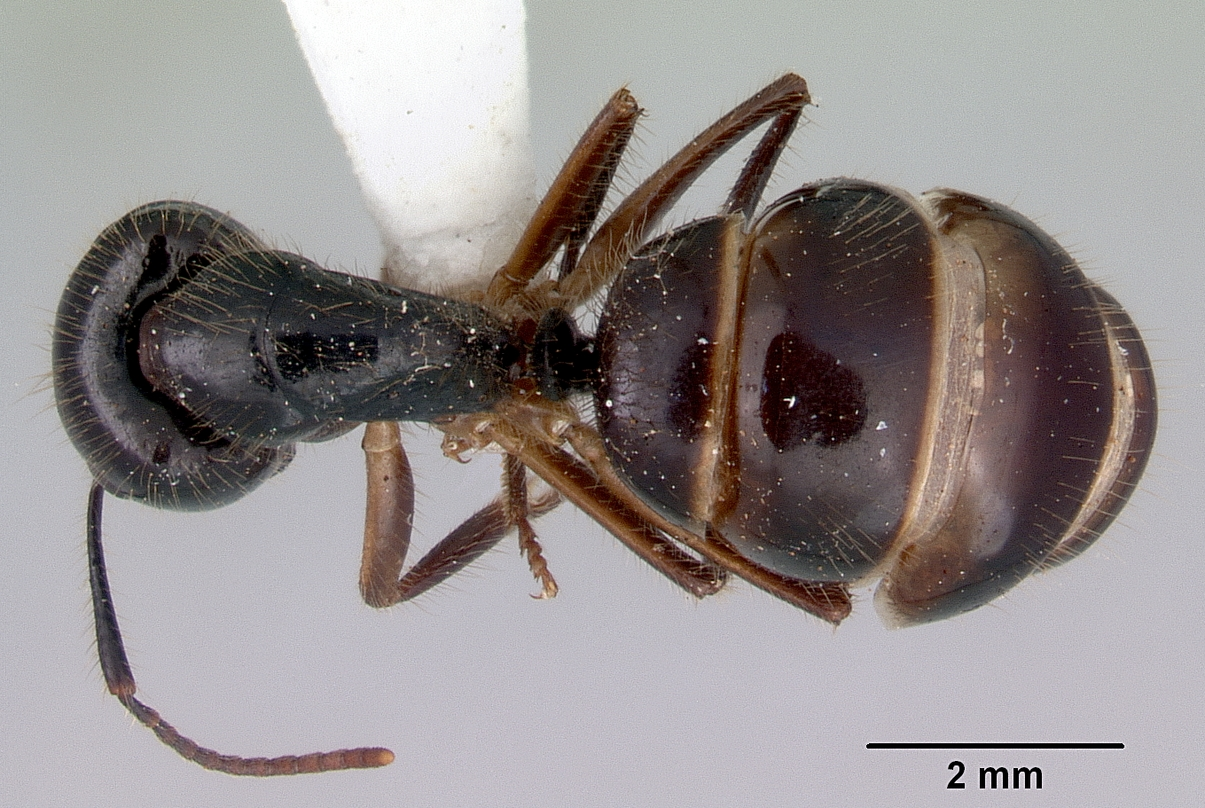
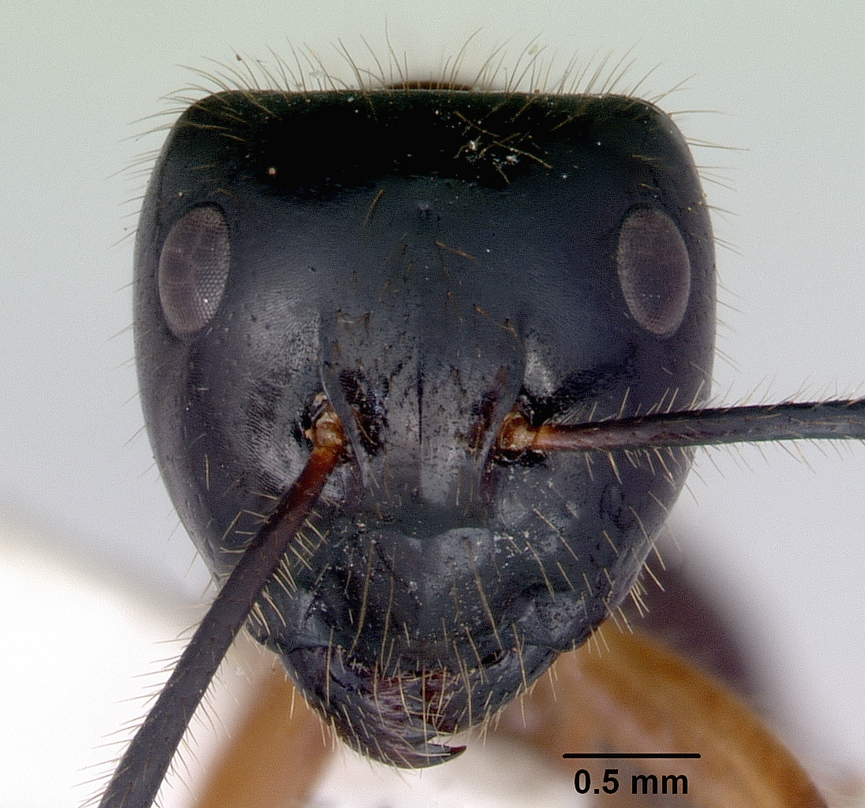
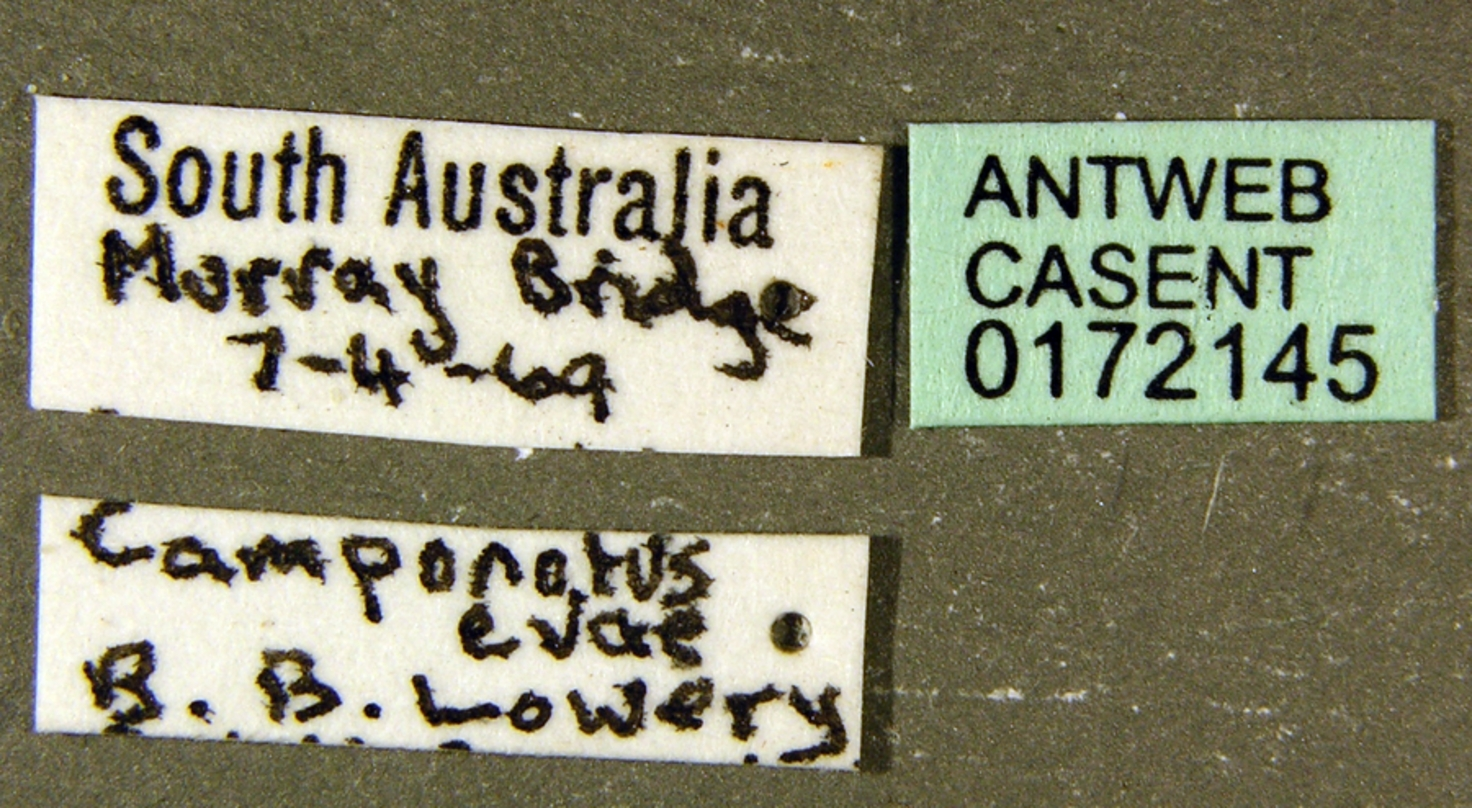
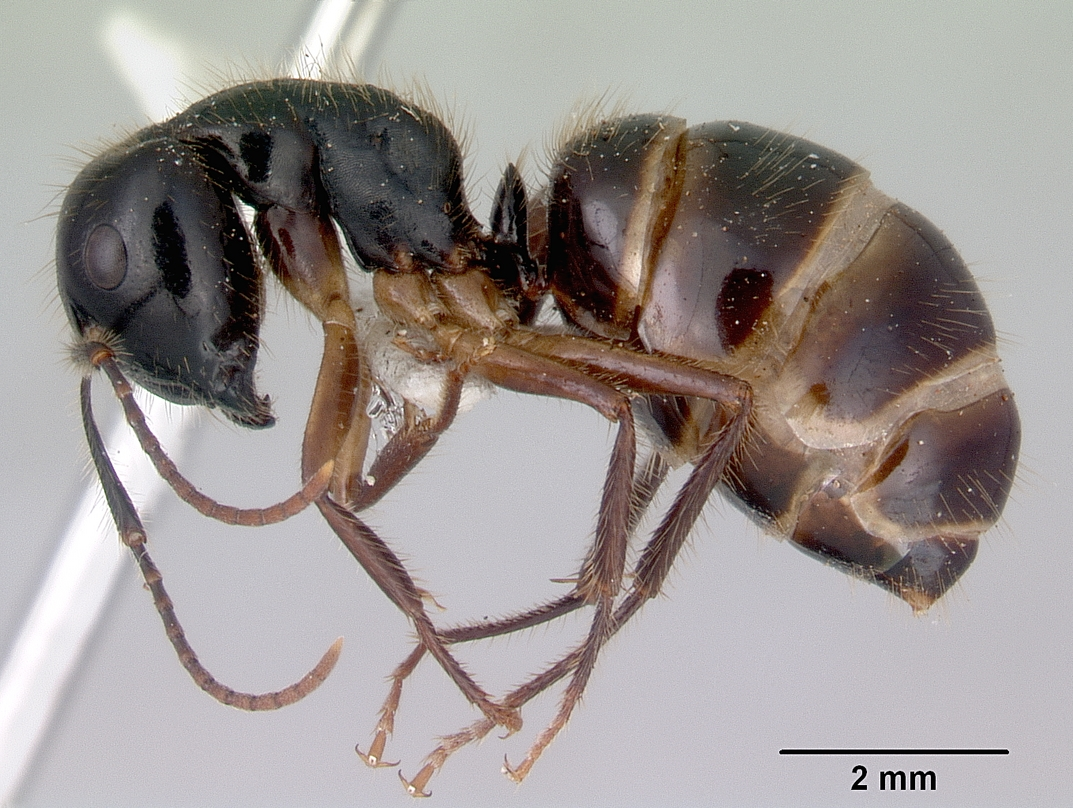